# Sigmistes
Sigmistes is een geslacht van straalvinnige vissen uit de familie van donderpadden (Cottidae).

## Soorten
- Sigmistes caulias Rutter, 1898
- Sigmistes smithi Schultz, 1938